# Шаховской, Константин Михайлович
Князь Константи́н Миха́йлович Шаховско́й (1869—1942) — русский офицер, общественный деятель и политик, член IV Государственной думы от Псковской губернии.

## Биография
Происходил из старинного княжеского рода. Родился 7 (19) января 1869 года в семье холмского уездного предводителя дворянства князя Михаила Константиновича Шаховского (1842—1907).
Учился в Псковском Сергиевском реальном училище, из которого выбыл в 1888 году. После окончания Новгородского реального училищаотбывал воинскую повинность вольноопределяющимся в 1-м лейб-гвардии Екатеринославском полку. В 1893 году окончил Московское пехотное юнкерское училище — был выпущен подпоручиком в Санкт-Петербургский полк (1893—1894), затем служил лейб-гвардии Гродненском гусарском полку (1894—1896).
В 1896 году вышел в запас в чине корнета, поселился в своем имении Холмского уезда и занялся общественной деятельностью. Служил земским начальником 3-го участка Холмского уезда (?—1908). Избирался гласным Холмского уездного и Псковского губернского земств, Холмским уездным предводителем дворянства (1910—1917). Состоял председателем комиссии по народному образованию.
В 1912 году был избран членом Государственной думы от Псковской губернии (был землевладельцем Холмского уезда, имел 406 десятин земли). Входил во фракцию русских националистов и умеренно-правых (ФНУП), после её раскола в августе 1915 — в группу сторонников П. Н. Балашова. Состоял товарищем председателя комиссии о мерах к прекращению ненормального вздорожания предметов первой необходимости, а также членом комиссий: сельскохозяйственной, финансовой, по народному образованию, земельной, о собраниях, о печати, по военным и морским делам, по рыболовству, по направлению законодательных предположений, по судебным реформам. Входил в Совет старейшин Думы.
В годы Первой мировой войны входил в Особое совещание по обеспечению топливом путей сообщения, государственных и общественных учреждений и предприятий, работающих на оборону государства.
Во время Февральской революции участвовал в Частном совещании членов Государственной думы, проходившем 27 февраля 1917 года в Полуциркульном зале Таврического дворца. Состоял комиссаром Временного комитета Государственной думы (ВКГД) на Юго-Западном фронте, был на фронте с 18 марта по 21 апреля. Затем, по заданию ВКГД, был командирован в Псковскую и Рязанскую губернии «для сношения с войсками и населением».
В Гражданскую войну служил во ВСЮР по ведомству Министерства иностранных дел. Был эвакуирован из Новороссийска на корабле «Капуртало». 
В эмиграции жил во Франции. В 1929 году — председатель Псковского губернского Объединения Союза русских дворян. После смерти жены (1931) переехал в Эстонию.
Скончался в мае 1942 года в Печорах.
Был женат, имел восемь детей; сыновья: Михаил (1894—?), Георгий (1895—1977), Константин (1900—1973), Всеволод (1905—?), Фёдор (1906—1970).

## Награды
- Георгиевский крест 4-й степени (1917)